# ماستنیک
ماستنیک (به چکی: Mastník) یک منطقهٔ مسکونی در جمهوری چک است که در منطقه تربیچ واقع شده‌است.
 ماستنیک  ۲۲۲ نفر جمعیت دارد.